# Het Leukste Gat van Nederland
Het Leukste Gat van Nederland was een zesdelig televisieprogramma van SBS6 gepresenteerd door Piet Paulusma.
In dit televisieprogramma wordt er gezocht naar het leukste dorp van Nederland, het uitgekozen dorp kreeg de benaming Het Leukste Gat van Nederland en een prijs van 5000 euro. De serie werd volledig gesponsord door een bekende kaasfabrikant en was een van de eerste programma's die Paulusma presenteerde naast zijn bekende weerbericht. De regie was in handen van Jorrit van der Kooi.
Het programma werd gewonnen door Soerendonk in de provincie Noord-Brabant.